# Bordes (Hautes-Pyrénées)
Bordes település Franciaországban, Hautes-Pyrénées megyében. Lakosainak száma 753 fő (2022. január 1.). Bordes Sinzos, Angos, Clarac, Lespouey, Lhez, Oueilloux, Peyraube és Tournay községekkel határos.

## Népesség
A település népességének változása:
| Lakosok száma | 765  | 752  | 776  | 762  | 762  | 762  | 762  | 755  | 753  |
|               | 2013 | 2015 | 2016 | 2017 | 2018 | 2019 | 2020 | 2021 | 2022 |